# Vincenzo Florio (sénateur)
Vincenzo Florio (né le 4 avril 1799 à Bagnara Calabra et mort le 11 septembre 1868 à Palerme) est un entrepreneur, armateur, banquier et homme politique italien.
Sénateur du royaume d'Italie, il est le membre principal de la seconde génération de la famille Florio, riche et puissante dynastie sicilienne d'origine calabraise qui introduit la métallurgie à Palerme et développe sur l'île le commerce du thon, du vin, du soufre, des agrumes et du sumac.
Au fil de sa vie et en conséquence des nombreuses activités commerciales de Vincenzo Florio, son patrimoine financier n'a cessé d'augmenter jusqu'à constituer la base de la fortune de la riche famille Florio, qui a ensuite été pendant plusieurs générations la famille la plus riche de Sicile et une des plus riches d'Italie. Ainsi, en 1829, lorsque Vincenzo devient le seul représentant de la famille Florio et qu'il hérite du petit magasin familial d'épices, son patrimoine équivaut à 450 000 lires italiennes. À sa mort en 1868, il lègue à son fils Ignazio Florio un héritage d'une valeur de 12 millions de lires italiennes, soit presque trente fois son patrimoine initial.

## Biographie

### Le commerce familial
Vincenzo Florio naît le 4 avril 1799 à Bagnara Calabra de Paolo Florio et de Giuseppina Saffiotti. Son père, Paolo (1772-1807), est un négociant calabrais qui émigre avec son fils depuis le village natal de Bagnara à Palerme, capitale de la Sicile, en 1797. À Palerme, son père s'est associé avec son beau-frère, également négociant, Paolo Barbaro avec qui il a acheté un petit magasin d'épices, plus tard nommé Florio & Barbaro, à un autre négociant calabrais originaire de Bagnara, Domenico Bottari. En 1803, Barbaro abandonne l'affaire et le père de Vincenzo s'associe avec son frère Ignazio Florio et le magasin prend alors le nom de Florio & Co..
En 1807, alors que Vincenzo a seulement huit ans, son père Paolo Florio décède en lui léguant son magasin d'épices qui entre-temps est devenu relativement prospère. Trop jeune pour s'en occuper, son oncle Ignazio Florio, ancien associé du père, dirige et gère à sa place l'administration du commerce qui s'appelle maintenant Ignazio & Vincenzo Florio. Progressivement, le magasin prend toujours plus d'importance et se crée un nom parmi les commerces d'épices les plus célèbres de la ville. Grâce à cette activité, le patrimoine financier de Vincenzo et de son oncle triple dans la décennie entre 1807 et 1817. En 1829, Ignazio Florio décède sans descendance et Vincenzo, qui a alors trente ans, devient l'unique héritier de la boutique familiale.

### Diversification des secteurs d'activité

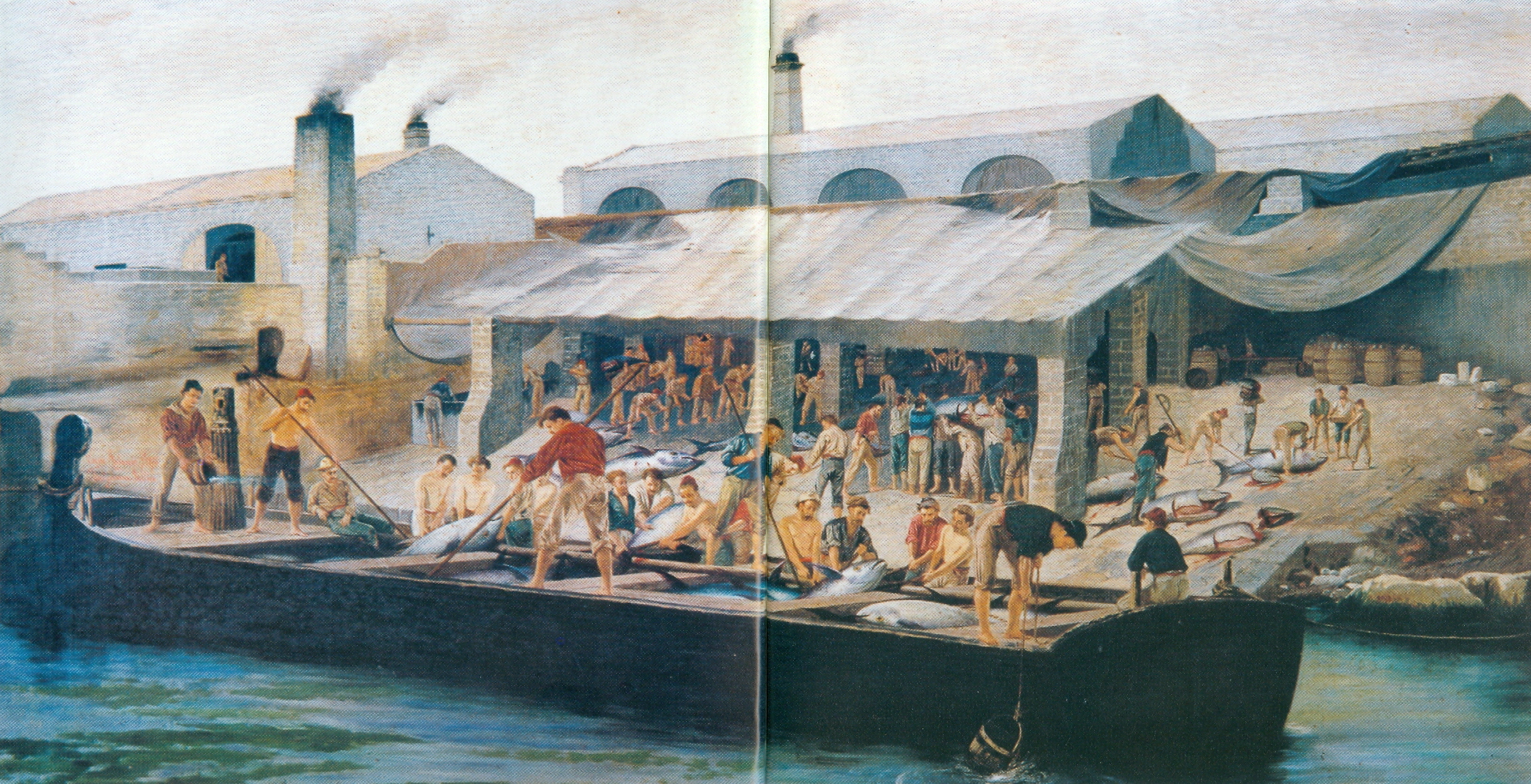
La tonnara di Favignana (1876),

Après la mort de son oncle, Vincenzo décide de diversifier les secteurs de l’entreprise familiale dont il conserve le nom "Ignazio et Vincenzo Florio". En 1829, il devient en effet membre de la Compagnie Royale du Commerce de tabac, dont il sera plus tard le gérant, aux côtés de plusieurs autres grands entrepreneurs palermitains.
Dès 1830, il achète des actions de la thonaire d'Arenella qu'il acquiert entièrement aux enchères en 1838. En 1841, Vincenzo loue toutes les thonaires (lieux de pêche du thon, alors secteur d'activité important en Sicile) des îles Égades en lançant ainsi ce qui deviendra plus tard une des activités entrepreneuriales les plus lucratives de la famille Florio, le fils de Vincenzo acquit en effet quelques années plus tard les îles de Favignana et de Formica. Les historiens attribuent à Vincenzo Florio le fait d'avoir introduit en Sicile le système de pêche avec des filets fixes et de conservation sous huile, en rendant ainsi son commerce et son patrimoine financier toujours plus important. De plus, il achète également des parts dans une entreprise sicilo-britannique d'assurances maritimes.

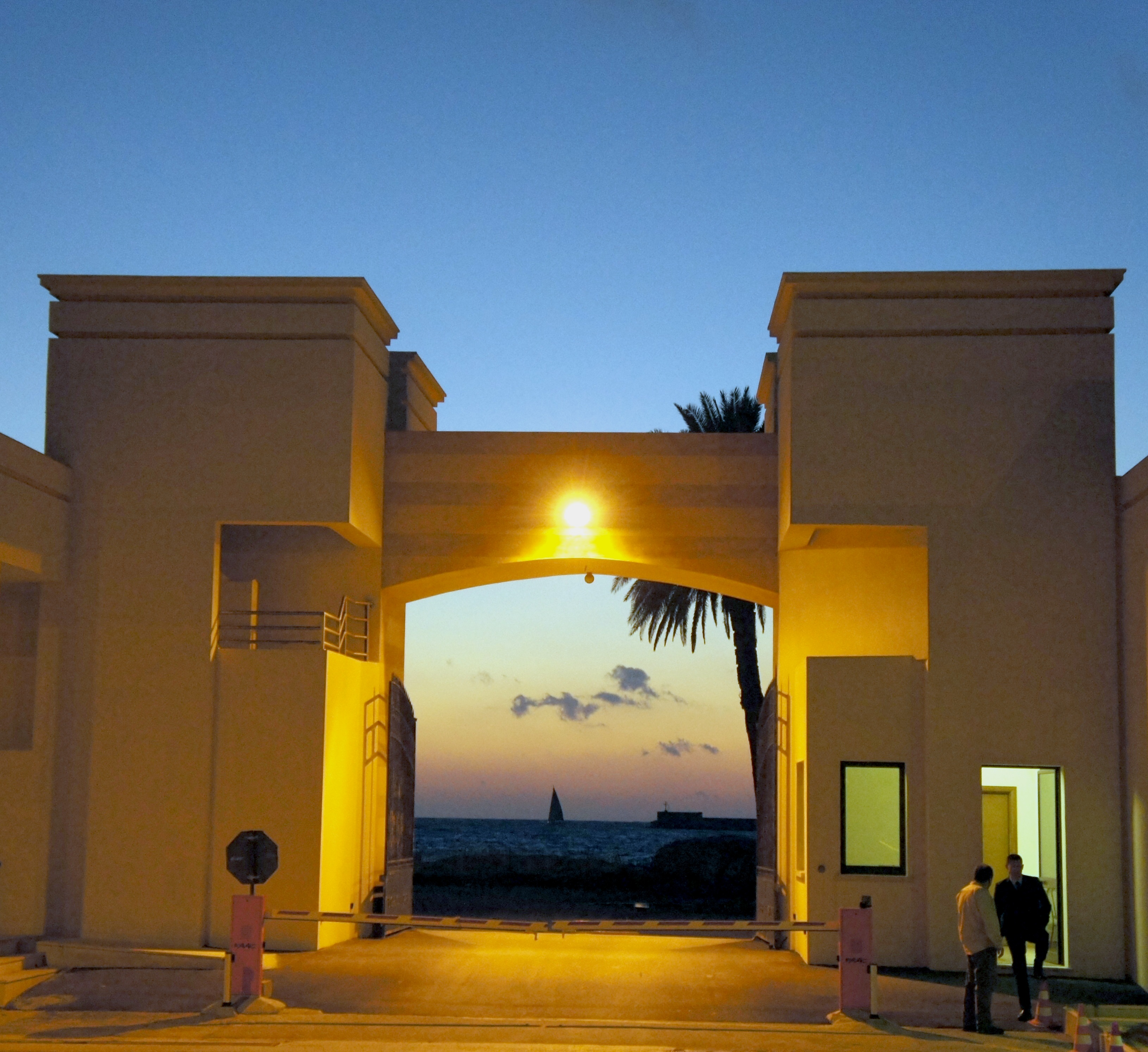
Entrée des Cantine Florio, productrice de vins de marsala.

Vincenzo Florio ne s'arrête pas là et après n'avoir pu en 1833 ouvrir une raffinerie de sucre faute d'accord ud gouvernement, il s'associe à son cousin Raffaele Barbaro pour installer une exploitation agricole à Marsala  pour la production et le commerce des vins de marsala. La Cantine Florio emploie vingt ans plus tard une centaine de personnes pour une production annuelle de 1 400 barriques et concurrence les deux autres plus grandes sociétés de production de marsala : les maisons Ingham et Woodhouse.
Avec quelques autres riches actionnaires, il acquiert en 1841 la Fonderie Oretea fondée quelques mois plus tôt près de l'embouchure de l'Oreto par les frères Sgroi. Travaillant le fer et le bronze, et transférée au Borgo en 1844 (dans la rue qui porte désormais son nom) elle présente dès l'Exposition de Palerme la même année une presse hydraulique et en 1846 la première machine à vapeur construite en Sicile. Grâce à l'activité d'armement de son propriétaire, elle devient en quelques décennies un des établissements majeurs de l'industrie métallurgique sicilienne, employant 136 personnes.
Il investit également dans l'industrie du soufre : en 1835, il s'associe à la veuve du prince de Pantelleria pour exploiter les mines de Racalmuto ; en 1839, il loue 26 mines de soufre, dont celle du prince de Palagonia à Lercara ; en 1840, il fonde, avec Benjamin Ingham et Agostino Porry, une usine de production d'acide sulfurique sur les pentes du Monte Pellegrino ; en 1896, il cofonde la société Anglo-Sicilian Sulphur Company Limited.
Il investit également dans l'industrie textile à partir de 1838, en installant une machine à filer dans les locaux du couvent de San Domenico, avant de la déplacer en 1844 à Marsala. Il possède également des plantations de coton.
Sa renommée est telle qu'il devient l'intermédiaire pour la ville de Palerme de la famille des banquiers Rothschild et, fondateur du Banco Florio, il devient lui-même un banquier de renommée à Palerme et en Sicile auprès de nombreuses familles aristocratiques et de la haute bourgeoisie,.
Suivant l'exemple de Benjamin Ingham, qui devient armateur pour faciliter son commerce outre-mer, Vincenzo Florio fonde, en 1848, peu de temps après la révolution sicilienne, la future « flotte Florio ». Il acquiert pour cela des bateaux à vapeur, qui sont alors les premiers bateaux de ce type dans tout le royaume des Deux-Siciles. Armateur renommé, sa flotte s'occupe alors de relier les différents ports de la Sicile avec les grands ports méditerranéens de Marseille, Naples et Palerme, mais également New York et Boston, Londres et Liverpool. Ses voiliers importent à Palerme produits manufacturés, sucre, café, cire, cuir, peaux, tabac médicaments, riz, rhum, poix, goudron, plomb, livres, cristal, papier, bibelots, salpêtre, acajou, indigo, bois jaune, fer blanc, poterie, céruse, fer, charbon, hareng. Mais quand il tente en 1857 de s'approvisionner directement en médicaments sur les marchés du Moyen-Orient et de l'Extrême-Orient, son voilier Clementina est attaqué à Sumatra par les indigènes, qui tuent plusieurs membres d'équipage.
Lorsque le gouvernement libéralise la navigation des bateaux à vapeur, en mai 1839, Vincenzo Florio devient le deuxième actionnaire de la Compagnie sicilienne de bateaux à vapeur dirigée par Ingham, dotée d'un bateau à vapeur de 150 chevaux, le Palermo, construit en Angleterre pour assurer la ligne entre Palerme et Naples à partir de 1841. Puis, il fonde en 1847 sa propre compagnie et rachète à la compagnie Rostand de Marseille, dont il est associé, un bateau à vapeur de 120 chevaux qu'il baptise Indépendent en hommage à la révolution en cours, puis acquiert le navire de 130 tonnes Adele et de la moitié du brigantin Stefano. En 1851, il commande à Glasgow un deuxième bateau à vapeur en fer d'environ 400 tonnes et avec une vitesse horaire de 12 nœuds, le Corriere Siciliano, capable de transporter une centaine de passagers sur les lignes Palerme-Palerme. Messine-Catane-Syracuse et Palerme-Naples Civitavecchia-Livourne-Gênes-Marseille.
Pour assurer son soutien à la restauration des Bourbons, il rebaptise l'Indépendant en Diligente en 1857 avant de lui redonner son nom révolutionnaire après 1860. Après avoir soutenu la révolution de 1848, il appartient avec Pietro Riso et Gabriele Chiaramonte Bordonaro, à la municipalité réactionnaire qui décide la fin de la résistance contre les Bourbons et oblige les membres du gouvernement révolutionnaire à l'exil. Il conserve ainsi sous les Bourbons le poste de vice-président de la Chambre consultative de commerce de Palerme, assumé sous le gouvernement révolutionnaire, est proche du lieutenant général de Sicile, prince de Satriano, et du ministre des Affaires siciliennes de Naples, Giovanni Cassisi, et devient en septembre 1850 gouverneur négociateur de Banco Regio dei Reali Domini al di là del Faro.
À partir de 1856, Florio détient aussi le monopole du service postal par voie maritime entre les majeures villes du royaume des Deux-Siciles. Après 1860 et l'unification de toute la péninsule italienne en un royaume unique, le royaume d'Italie, la flotte de Vincenzo Florio conserve ce monopole entre Naples, la Sicile et Malte, passant de cinq bateaux à vapeur à quatorze En effet, le nouvel État confirme le contrat des services postaux des Bourbons en 1862 jusqu'en 1877, l'étendant à de nouvelles lignes, reliant ainsi Palerme à Naples trois fois par semaine, à Gênes, Malte, Syracuse et Girgenti hebdomadairement, à Tunis et Ustica bimensuellement. Pour ce faire, Vincenzo Florio délaisse l'ancienne compagnie maritime fondée en 1847 pour une nouvelle société en commandite, les Vapori Postali di Ignazio e Vincenzo Florio e Compagni, dont il détient l'essentiel des parts, aux côtés de son gendre Luigi De Pace, fils de l'armateur Salvatore De Pace, Vincenzo et Carlo Giachery, le négociant français Étienne Donaudy, Michele Raffo ou encore Salvatore Buonocore.

### Période politique et fin de vie
Florio laisse la gestion en location des thonnaires de Favignana et Formica en 1859, licencie les 150 ouvriers de filature de Marsala en 1861, la guerre de Sécession américaine le privant de matières premières, mais fait agrandir l'usine de vin de Marsala et poursuit la production de poudre de sumac dans son moulin d'Arenella. La Fonderia Oretea développe ses activités.

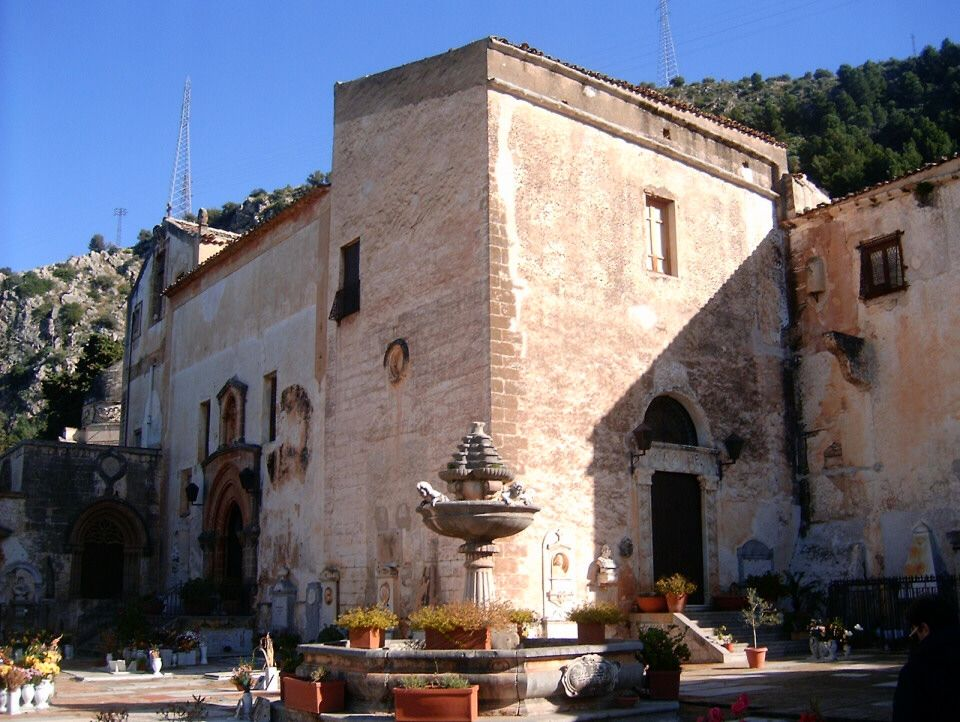
Cimetière Santa Maria di Gesù.

En 1861, à l'apogée de sa gloire, Vincenzo Florio est nommé président de la Banque nationale du Royaume d'Italie, fondée la même année par le roi, pour le siège de Palerme. Il est alors sous la tutelle directe du célèbre banquier Carlo Bombrini, gouverneur de la Banque nationale. De 1863 à 1867, il est aussi le président de la Chambre de commerce de Palerme après en avoir été conseiller de 1834 à 1859.
Le 13 mars 1864, Vincenzo Florio est élu sénateur du royaume d'Italie dans le cadre de la VIIIe législature du Royaume d'Italie et il occupe officiellement ses fonctions à partir du 8 juin 1864. Il conserve ses fonctions politique jusqu'à la fin de la législature un an plus tard, en 1865.
Il décède le 11 septembre 1868 à Palerme. Il est enterré dans une chapelle réalisée par Giuseppe Damiani Almeyda dans le cimetière monumental Santa Maria di Gesù, où la plupart des membres de la famille Florio ont leur sépulture.

## Descendance
Vincenzo Florio épouse Giulia Portalupi, sœur de Tommaso Portalupi, avec qui il a 3 enfants :
- Ignazio Florio (1838-1891), futur entrepreneur et sénateur du royaume d'Italie ;
- Angelina Florio, qui épousera le négociant palermitain Luigi De Pace ;
- Giuseppina Florio, qui épousera le riche entrepreneur français François Merle le 1er avril 1855 à Palerme[6],[7],[8].

Ce mariage est la dernière touche à l'ascension sociale de la famille
Preuve de son ascention social incontesté, malgré l'excluvisme aristocratique de la société sicilienne, son fils Ignazio (1838-1891) épousera une noble sicilienne, la baronne Giovanna d'Ondes Trigona (1843-1917), descendante directe de l'amiral Francesco Caracciolo, avec qui il aura 5 enfants :
- Vincenzo Florio (1867-1879), mort à l'âge de 12 ans ;
- le baron Ignazio Florio Jr. (1869-1957), entrepreneur et armateur sicilien parmi les plus en vue de la Belle Époque en Europe ;
- donna Giulia Florio (1870-1947), épouse Pietro Lanza Branciforte, cousin proche du philosophe franco-italien Lanza del Vasto et prince de Trabia et de Butera ainsi que duc de Camastra ;
- le comte Vincenzo Florio (1883-1959), industriel viticole et pilote automobile.

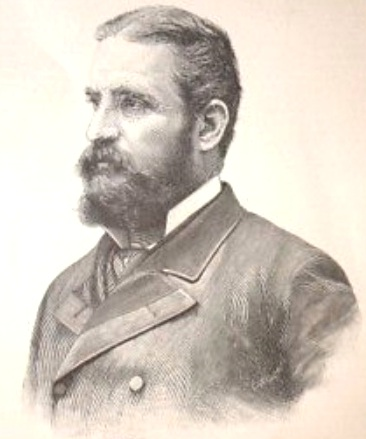
Photographie du sénateur Ignazio Florio (1838-1891).
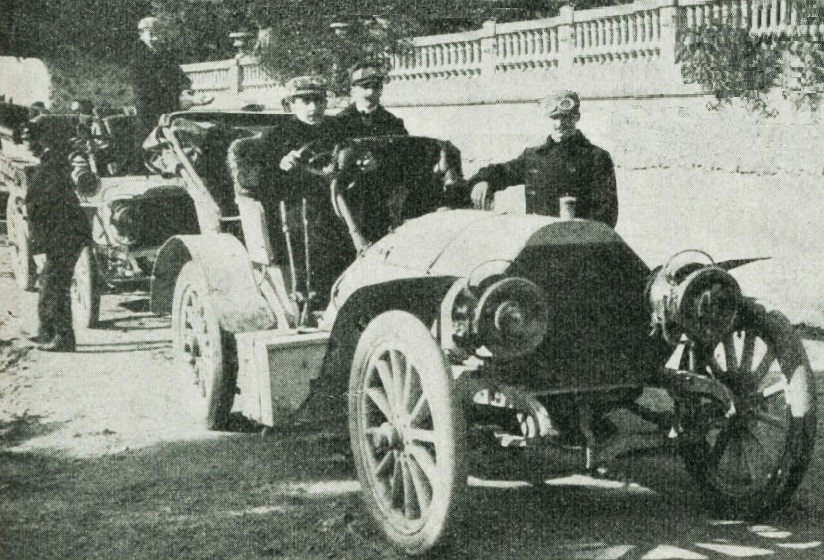
Photographie du comte Vincenzo Florio (1883-1959).

## Distinctions et hommages
- Grand Officier de l'Ordre de la Couronne d'Italie.

- Chevalier de l'Ordre des Saints-Maurice-et-Lazare.

L’aéroport de Trapani (en italien : Aeroporto di Trapani-Birgi) porte son nom. C'est un aéroport militaire, ouvert au trafic civil, situé à 15 km au sud de Trapani, également connu sous le nom d’aéroport Vincenzo Florio. Il a accueilli 1 470 508 passagers en 2011, ce qui en fait le troisième aéroport de Sicile.

## Dans la culture populaire
- 2019 : it:I leoni di Sicilia (en français Les Lions de Sicile, traduit en 2021 par Renaud Temperini pour les Éditions Albin Michel) de Stefania Auci. Ce roman est centré sur la famille Florio du tremblement de terre de Bagnara Calabra du 16 octobre 1799 quand Vincenzo n'a que 6 mois jusqu'à sa mort le 11 septembre 1868.